# Teatro da Margem Inferior da Guerra Civil Americana
O Teatro da Margem Inferior da Guerra Civil Americana englobou grandes operações militares e navais que ocorreram perto das áreas costeiras do Sudeste dos Estados Unidos: no Alabama, Flórida, Luisiana, Mississippi, Carolina do Sul e Texas), bem como parte sul do rio Mississippi (Port Hudson e Sul).
As operações no interior são incluídas no Teatro Ocidental ou no Teatro Trans-Mississippi, dependendo de estarem a leste ou a oeste do rio Mississippi. Operações costeiras na Geórgia, incluindo a culminação da Marcha ao Mar de William Tecumseh Sherman, estão incluídas no Teatro Ocidental.
A classificação de campanha estabelecida pelo Serviço Nacional de Parques dos Estados Unidos, que chama essas operações de Teatro da Margem Inferior e Abordagem do Golfo, é mais refinada do que a usada neste artigo. Algumas campanhas menores o Serviço Nacional de Parques foram omitidas e algumas foram combinadas em categorias maiores. Apenas algumas das 31 batalhas classificadas pelo Serviço Nacional de Parques para este teatro são descritas. A Expedição Port Royal de 1861 foi adicionada, embora não tenha sido classificada pelo Serviço Nacional de Parques. O texto na caixa na margem direita mostra as campanhas do Serviço Nacional de Parques associadas a cada seção.

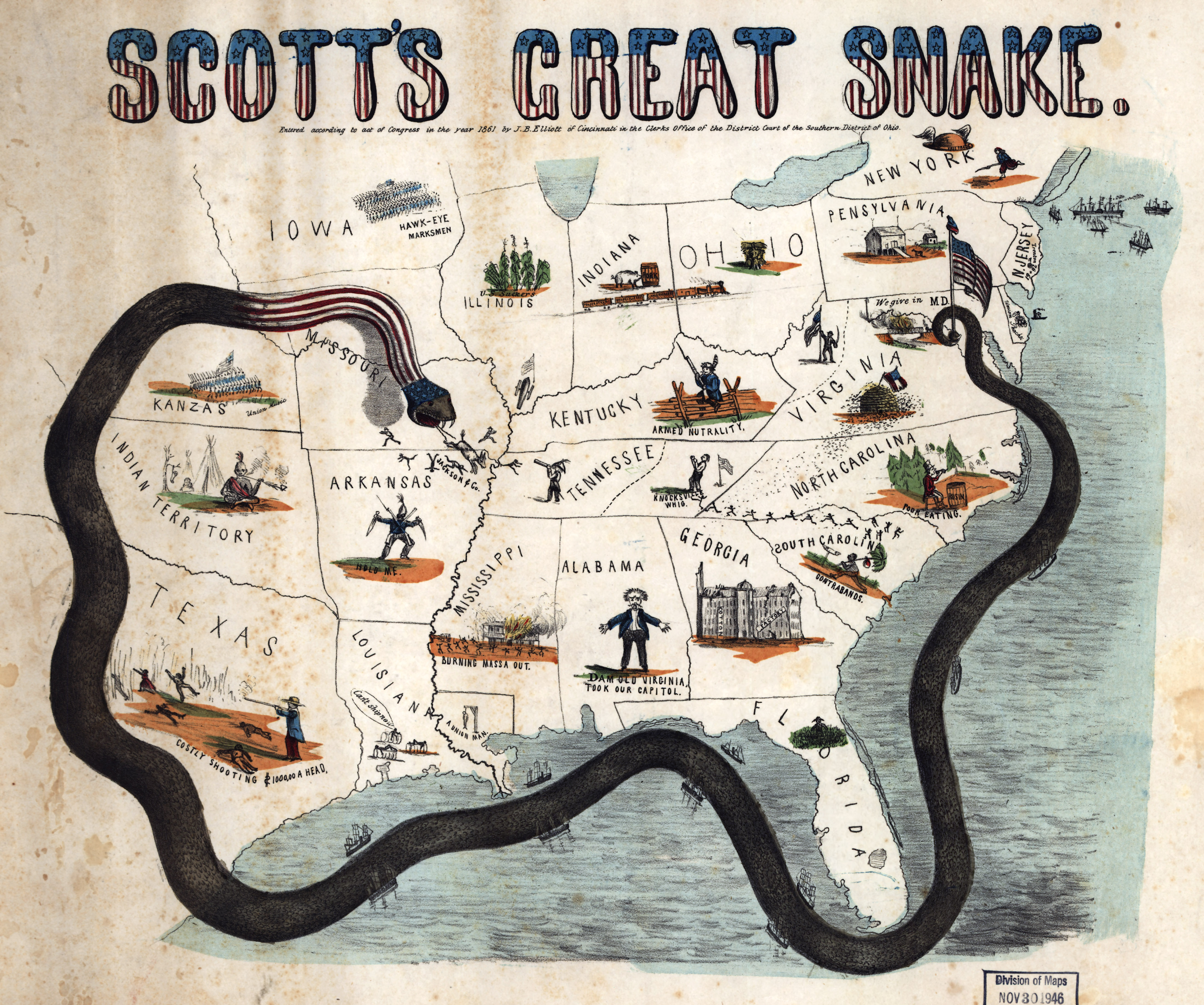
Mapa de 1861 com desenhos animados do plano de Winfield Scott.

As atividades da Marinha da União neste teatro foram ditadas pelo Plano Anaconda, com sua ênfase em estrangular o Sul com um bloqueio cada vez mais rigoroso e, mais tarde, executar ataques e ocupar as cidades portuárias de Nova Orleães, Mobile e Galveston. A resposta dos Confederados limitou-se principalmente ao corredor de bloqueio e a Marinha Confederada reagiu defensivamente às incursões da União, com um sucesso misto.

## Carolina do Sul
Grande parte da guerra ao longo da costa da Carolina do Sul concentrou-se na captura de Charleston, devido tanto ao seu papel como porto para os corredores de bloqueio quanto ao seu papel simbólico como ponto de partida da guerra. Uma das primeiras batalhas da guerra foi travada em Port Royal Sound, ao sul de Charleston. A Marinha da União selecionou este local como uma estação de carvão para o Esquadrão de Bloqueio do Atlântico Sul.
Na tentativa de capturar Charleston, as forças armadas da União tentaram duas abordagens, por terra, sobre as ilhas James ou Morris ou através do porto. No entanto, os Confederados conseguiram expulsar cada ataque da União. Um dos mais famosos ataques terrestres foi a Segunda Batalha de Fort Wagner, na qual o 54.° Regimento de Infantaria de Massachusetts participou. A União sofreu uma séria derrota nesta batalha, perdendo 1.500 homens enquanto os Confederados perderam apenas 175. Durante a noite de 23 de fevereiro de 1864, o CSS Hunley fez o primeiro afundamento bem-sucedido de um navio de guerra inimigo por um submarino, embora o CSS Hunley também tenha sido afundado pouco depois. Os Confederados também usaram submarinos como o CSS David, mas estes não foram tão bem sucedidos.

## Geórgia
O Fort Pulaski, na costa da Geórgia, foi um dos primeiros alvos da Marinha da União. Após a captura de Port Royal, uma expedição foi organizada com tropas de engenheiros sob o comando do capitão Quincy Adams Gillmore. Após um mês posicionando 36 morteiros e canhões raiados perto de Tybee Island, Gillmore iniciou um bombardeio no forte em 10 de abril. Os Confederados se renderam na tarde seguinte depois que seu paiol foi ameaçada por disparos da União. O Exército da União ocupou o forte pelo resto da guerra depois de fazer reparos.

## Flórida
Após a secessão da Flórida em janeiro de 1861, tropas da Flórida tomaram a maior parte das propriedades da União no estado, com exceção do Fort Zachary Taylor em Key West e Fort Pickens em Pensacola. A Marinha da União estabeleceu um bloqueio na costa no início da guerra, com a costa atlântica do estado coberto pelo Esquadrão de Bloqueio do Atlântico Sul e a costa do Golfo pelo Esquadrão de Bloqueio do Golfo Oriental.
Várias pequenas escaramuças foram travadas no estado, mas sem grandes batalhas. Em 1864, numa tentativa de organizar um governo pró-União na Flórida, uma força da União liderada pelo general-brigadeiro Truman Seymour se deslocou para o interior de Jacksonville, mas foi derrotado na Batalha de Olustee em 20 de fevereiro, a maior batalha da Guerra Civil Americana na Flórida. O Exército da União tentou capturar a capital do estado de Tallahassee, mas foram derrotados na Batalha de Natural Bridge em 8 de março de 1865. A Flórida foi um dos dois únicos estados Confederados a não ter sua capital capturada na guerra.

## Luisiana
Um dos primeiros objetivos da União na guerra foi a captura do rio Mississippi, a fim de cortar os Confederados pela metade. "A chave para o rio era Nova Orleães, o maior porto do país [e] maior o centro industrial." Em abril de 1862, uma força-tarefa naval da União, comandada pelo comandante David Dixon Porter, atacou os fortes Jackson e St. Philip, que defendiam a aproximação do rio à cidade a partir do sul. Enquanto parte da frota bombardeou os fortes, outras embarcações forçaram uma parada nas obstruções do rio e permitiram que o resto da frota passasse para a cidade. Uma força do Exército da União comandada pelo major-general Benjamin Butler pousou perto dos fortes e forçou a sua rendição.
No ano seguinte, o Exército da União do Golfo, comandado pelo major-general Nathaniel P. Banks, sitiou Port Hudson por quase oito semanas, o mais longo cerco à história militar dos Estados Unidos. Para cortar as linhas de abastecimento de Port Hudson através do Red River, Banks primeiro avançou até Bayou Teche, capturando os rios Atchafalaya e Red até Alexandria. (Veja Campanha de Bayou Teche.) Os Confederados que defenderam a cidade se renderam em 9 de julho, após ouvirem da rendição em Vicksburg. Essas duas rendições deram à União controle sobre todo o rio Mississippi e dividiram os Confederados pela metade.
Para o resto da guerra, os Confederados se concentraram em tentar recapturar as áreas que perderam. De junho a setembro de 1863, o major-general Richard Taylor, comandante do Distrito da Luisiana Ocidental, tentou reconquistar os ganhos da União, tanto para cortar as comunicações de Banks com Nova Orleães quanto para recuperar a própria cidade. Apesar de bem sucedidos em algumas batalhas, os Confederados falharam em ambos os objetivos.

### Outras referências
- Chaitin, Peter M. The Coastal War: Chesapeake Bay to Rio Grande. Alexandria, Va.: Time-Life Books, 1984. ISBN 0-8094-4732-0.
- Kennedy, Frances H. (editor) The Civil War Battlefield Guide, 2nd edition. New York: Houghton Mifflin Company, 1998. ISBN 0-395-74012-6.
- Symonds, Craig L. A Battlefield Atlas of the Civil War. Annapolis, MD.: Nautical and Aviation Publishing Company of America, 1983. ISBN 0-933852-40-1.